# سیلکوکا

سیلکوکا شهری در شهرستان توئسه در استان بازگا در بورکینافاسوی مرکزی است و جمعیت آن ۵۸۰ نفر است.